# KHL Junior Draft 2014
KHL Junior Draft 2014 – szósty draft do rozgrywek KHL. Łącznie wybrano 206 zawodników (przewidziano 208 wyborów).
Edycja została zaplanowana w Petersburgu (Pałac Lodowy) na 7 i 8 maja 2014. Z numerem jeden został wybrany Kiriłł Kaprizow.

## Wybrani
Pozycje: B – bramkarz, O – obrońca, N – napastnik

### Runda 1
| #  | Zawodnik (pozycja)    | Państwo | Klub pochodzenia                  | Klub wybierający        |
| -- | --------------------- | ------- | --------------------------------- | ----------------------- |
| 1  | Kiriłł Kaprizow (N)   | Rosja   | Kuznieckie Miedwiedi Nowokuźnieck | Mietałłurg Nowokuźnieck |
| 8  | Pawieł Karnauchow (N) | Rosja   | Krasnaja Armija Moskwa            | CSKA Moskwa             |
| 10 | Jegor Rykow (O)       | Rosja   | SKA Sankt Petersburg              | SKA Sankt Petersburg    |

### Runda 2
| #  | Zawodnik (pozycja)  | Państwo   | Klub pochodzenia     | Klub wybierający        |
| -- | ------------------- | --------- | -------------------- | ----------------------- |
| 62 | Sebastian Aho (N)   | Finlandia | Kärpät               | Siewierstal Czerepowiec |
| 70 | Anton Krasotkin (G) | Rosja     | Łoko-Junior Jarosław | Łokomotiw Jarosław      |
| 77 | Connor McDavid (N)  | Kanada    | Erie Otters          | KHL Medveščak Zagrzeb   |
| 93 | Julius Nättinen (N) | Finlandia | JYP                  | Jokerit                 |

### Runda 3
| #   | Zawodnik (pozycja)    | Państwo  | Klub pochodzenia         | Klub wybierający           |
| --- | --------------------- | -------- | ------------------------ | -------------------------- |
| 118 | Dzmitryj Bujnicki (N) | Białoruś | Dynama-Szynnik Bobrujsk  | Awtomobilist Jekaterynburg |
| 120 | Iwan Proworow (O)     | Rosja    | Cedar Rapids RoughRiders | Awtomobilist Jekaterynburg |

### Runda 5
| #   | Zawodnik (pozycja) | Państwo | Klub pochodzenia | Klub wybierający        |
| --- | ------------------ | ------- | ---------------- | ----------------------- |
| 202 | Dylan Strome (N)   | Kanada  | Erie Otters      | Mietałłurg Magnitogorsk |